# East Palatka
East Palatka es un lugar designado por el censo ubicado en el condado de Putnam en el estado estadounidense de Florida. En el Censo de 2010 tenía una población de 1.654 habitantes y una densidad poblacional de 142,36 personas por km².

## Geografía
East Palatka se encuentra ubicado en las coordenadas 29°38′59″N 81°35′49″O / 29.64972, -81.59694. Según la Oficina del Censo de los Estados Unidos, East Palatka tiene una superficie total de 11.62 km², de la cual 8.24 km² corresponden a tierra firme y (29.11%) 3.38 km² es agua.

## Demografía
Según el censo de 2010, había 1.654 personas residiendo en East Palatka. La densidad de población era de 142,36 hab./km². De los 1.654 habitantes, East Palatka estaba compuesto por el 62.21% blancos, el 32.47% eran afroamericanos, el 0.48% eran amerindios, el 0.48% eran asiáticos, el 0% eran isleños del Pacífico, el 2.78% eran de otras razas y el 1.57% pertenecían a dos o más razas. Del total de la población el 10.46% eran hispanos o latinos de cualquier raza.